# Championnat d'Italie de rugby à XV 1936-1937
Navigation
Serie A 1935-1936 Serie A 1937-1938
Le Championnat d'Italie de rugby à XV 1936-1937 est le 9e de l'histoire du rugby à XV. Pour la 2e fois, il se déroule sous la forme d'un championnat unique en match aller-retour. Le Rugby Rome remporte pour la 2e fois le titre après une longue hégémonie de l'Amatori Milan.

## Équipes participantes
Les huit équipes participantes sont les suivantes :

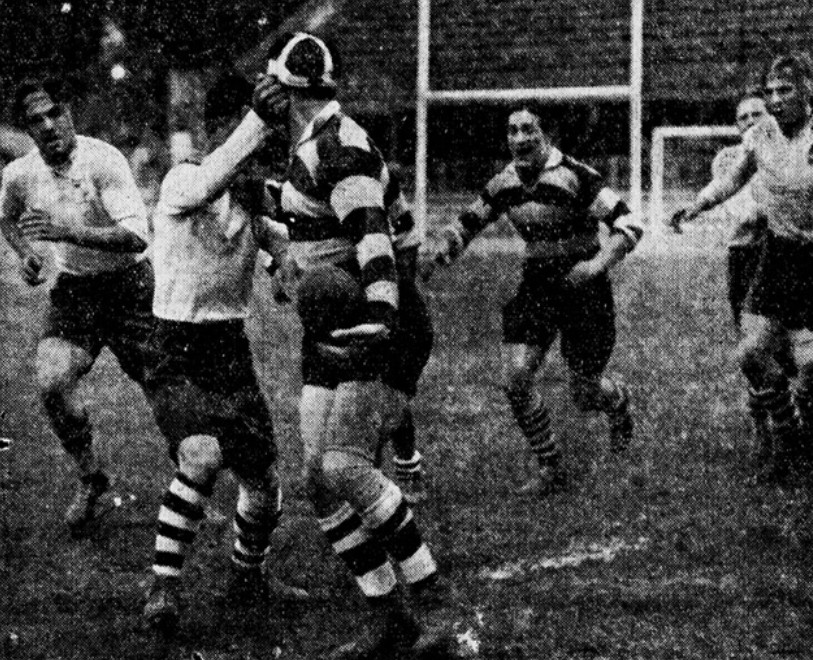
Photo de la 14e - et dernière - journée du championnat 1936-37 au Stade Testaccio à Rome: Rugby Rome contre les Amatori Milan gagnée 6-3 par les romains qui gagnent à la même occasion leur 2e titre de champions d'Italie.

| - Rugby Rome - Amatori Milan - GUF Torino - Bologne | - GUF Milan - GUF Genova - Bersaglieri Milan - GUF Roma |

## Résultats
| Rang | Club                | J  | V  | N | D  | Pm  | Pe  | Diff | Pts |
| ---- | ------------------- | -- | -- | - | -- | --- | --- | ---- | --- |
| 1    | Rugby Rome          | 14 | 13 | 1 | 0  | 224 | 56  | +168 | 27  |
| 2    | Amatori Rugby Milan | 14 | 12 | 0 | 2  | 304 | 64  | +240 | 24  |
| 3    | GUF Torino          | 14 | 8  | 3 | 3  | 133 | 61  | +72  | 19  |
| 4    | Rugby Bologne       | 14 | 5  | 2 | 7  | 86  | 171 | -85  | 12  |
| 5    | GUF Genova          | 14 | 5  | 0 | 9  | 103 | 170 | -67  | 10  |
| 6    | Bersaglieri Milan   | 14 | 4  | 1 | 9  | 50  | 82  | -32  | 9   |
| 7    | GUF Roma            | 14 | 3  | 2 | 9  | 38  | 129 | -91  | 8   |
| 8    | GUF Milan           | 14 | 1  | 1 | 12 | 43  | 248 | -205 | 3   |

|  | Vainqueur (no 1) |

Attribution des points :  victoire : 2, match nul : 1, défaite : 0.

## Vainqueur
| Entraîneur |                        |                                                                    |
| Avants     | Pilier                 | Di Bello, Saltari                                                  |
| Avants     | Talonneur              | Masson, Ottavi                                                     |
| Avants     | Deuxième ligne         | Bernardini                                                         |
| Avants     | Troisième ligne aile   | Umb. Silvestri, Busnengo                                           |
| Avants     | Troisième ligne centre | De Angelis                                                         |
| Arrières   | Demi de mêlée          | Querini, Theron                                                    |
| Arrières   | Demi d'ouverture       | Pietropaoli, Zoffoli                                               |
| Arrières   | Centre                 | Fattori, Francesco Vinci III                                       |
| Arrières   | Ailier                 | Carloni, Fagiolo, Foschi, Grifoni, Marchesi, Raffo, Paolo Vinci II |
| Arrières   | Arrière                |                                                                    |